# Circondario di Wehlau
Il circondario di Wehlau (in tedesco: Kreis Wehlau) era un circondario tedesco, nella regione della Prussia Orientale. Esistette dal 1818 al 1945.

## Suddivisione
Al 1º gennaio 1945 il circondario comprendeva le città di Allenburg, Tapiau e Wehlau, 111 comuni e 3 Gutsbezirk.